# Pasul Mestecăniș
Pasul Mestecăniș este o trecătoare care se află situată în nordul Carpaților Orientali în sud-estul Obcinei Mestecăniș la o altitudine de 1096 m, între aceasta și Munții Giumalău.

## Rol
Pasul – aflat în aria geografică a județului Suceava, asigură legătura dintre Depresiunea Dornelor și Depresiunea Câmpulung, mai precis între orașele Vatra Dornei și Câmpulung Moldovenesc de-a lungul DN17 (șosea cu rang de drum european cu indicativele E58, E81).

## Repere
Trecătoarea are un profil transversal asimetric, având fațada dinspre Bistrița Aurie mai abruptă decât fațada dinspre Valea Moldovei.

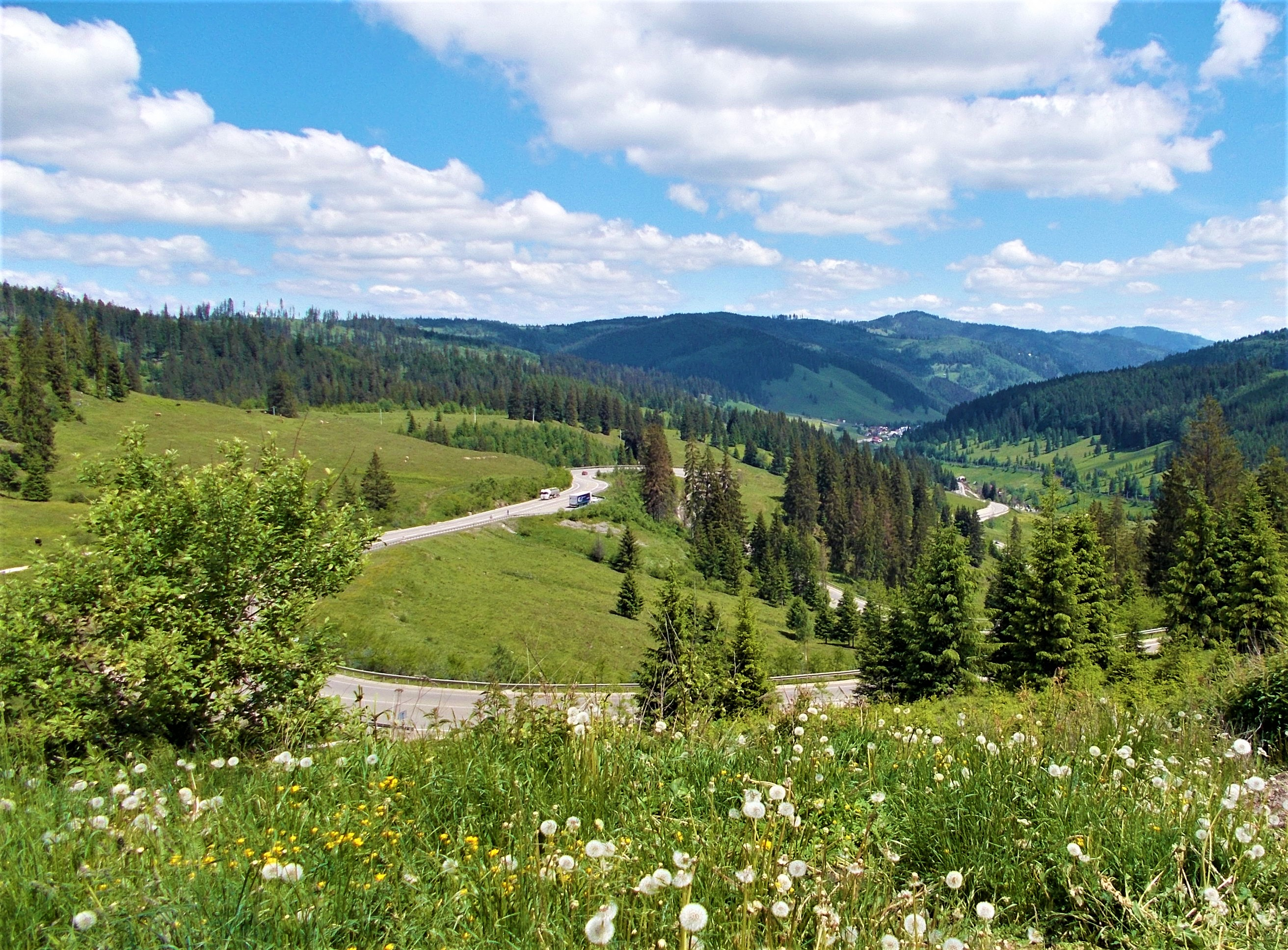
Imagine din trecătoare

Paralel cu șoseaua – prin  Tunelul Mestecăniș (1647 m lungime), trece calea ferată secundară 502. Cele mai apropiate stații de cale ferată sunt Mestecăniș, respectiv Valea Putnei.
Aproape de vârful trecătorii, la doar o curbă distanță de vârful acesteia, se construiește un depozit de deșeuri, la altitudinea de 1086 m pe o suprafață de 4.4 hectare. Depozitul (ecologic) este chiar deasupra a patru localități, respectiv Valea Putnei, Pojorâta, Mestecăniș și Fundu Moldovei. Proiectul prevede inclusiv construcția unei stații de colectare și tratare a levigatului. Poziționarea gropii de gunoi respective, tocmai pe traseul pasului montan ce leagă stațiunile Vatra Dornei și Câmpulung Moldovenesc, chiar aproape de vârf, a născut controverse, mai ales pentru localnicii din apropiere.

## Obiective turistice situate în apropiere
- Codrul secular Giumalău
- Stațiunea balneară Vatra Dornei

Prin pas trece traseul turistic montan Bandă roșie care coboară din vârful Mestecăniș al Obcinei Mestecăniș și urcă spre vârful Giumalău din Munții Giumalău